# Hilden Salas
Hilden Salas Castillo (Arequipa, 19 de julio de 1980)  es un exfutbolista peruano. Jugaba de Centrocampista. Tiene 44 años.
A inicios de 2010, fichó por el Zagłębie Lubin de Polonia, pero dado que no se adaptaba al entorno, al poco tiempo el equipo polaco le rescindió el contrato.

## Clubes
| Club                 | País    | Año       |
| -------------------- | ------- | --------- |
| Atlético Tingo María | Perú    | 1997-1998 |
| Real Academia        | Perú    | 1998      |
| Atlético Universidad | Perú    | 1998-2001 |
| Deportivo Bolito     | Perú    | 2001      |
| FBC Melgar           | Perú    | 2002-2005 |
| Cienciano            | Perú    | 2006      |
| FBC Melgar           | Perú    | 2006-2009 |
| Zaglebie Lubin       | Polonia | 2010      |
| Sport Huancayo       | Perú    | 2010-2011 |
| FBC Melgar           | Perú    | 2012-2013 |
| José Gálvez FBC      | Perú    | 2014      |
| San Simón            | Perú    | 2014-2015 |
| Alianza Universidad  | Perú    | 2016      |

## Palmarés

### Campeonatos regionales
| Título                         | Club                 | País     | Año  |
| ------------------------------ | -------------------- | -------- | ---- |
| Liga Departamental de Arequipa | Atlético Universidad | Arequipa | 2000 |
| Liga Departamental de Arequipa | Atlético Universidad | Arequipa | 2001 |

### Campeonatos nacionales
| Título    | Club             | País | Año  |
| --------- | ---------------- | ---- | ---- |
| Copa Perú | Deportivo Bolito | Perú | 2001 |

### Copas internacionales
| Título     | Equipo             | País | Año  |
| ---------- | ------------------ | ---- | ---- |
| Copa Kirin | Selección nacional | Perú | 2005 |